# Svendita totale
Svendita totale è il secondo album discografico di Fabio Concato, pubblicato dall'etichetta discografica Harmony nel 1978.
Tra i brani significativi del disco del cantautore milanese: Vito (ricordo di un suo compagno di scuola con eterne difficoltà economiche), Devi ridere (che affronta il tema degli anziani) e gli emarginati nel pezzo Il barbone.

## Tracce
Tutti i brani sono stati scritti e composti da Fabio Concato.
Lato A
1. P...come – 3:02
2. Mi fai compagnia – 4:10
3. Vito – 4:31
4. Camios – 2:30

Durata totale: 14:13
Lato B
1. Pussy – 4:25
2. Axen – 3:36
3. Devi ridere – 2:55
4. Il barbone – 2:47

Durata totale: 13:43

## Formazione
- Fabio Concato - voce, chitarra
- Massimo Luca - chitarra
- Vince Tempera - tastiera, pianoforte, sintetizzatore
- Angelo Arienti - chitarra
- Julius Farmer - basso
- Ellade Bandini - batteria
- Larry Nocella - sax (in Vito e Il barbone)

Note aggiuntive:
- SAAR - produzione
- Angelo Arienti - supervisione e tecnico di registrazione
- Registrazioni effettuate al Cap Studio di Milano nei mesi di novembre 1977 e gennaio 1978
- Vince Tempera - arrangiamenti
- Luciano Tallarini e Mirko Giardini - realizzazione grafica - Milano
- Edizioni musicali SAAR[1]